# Pano de muralha

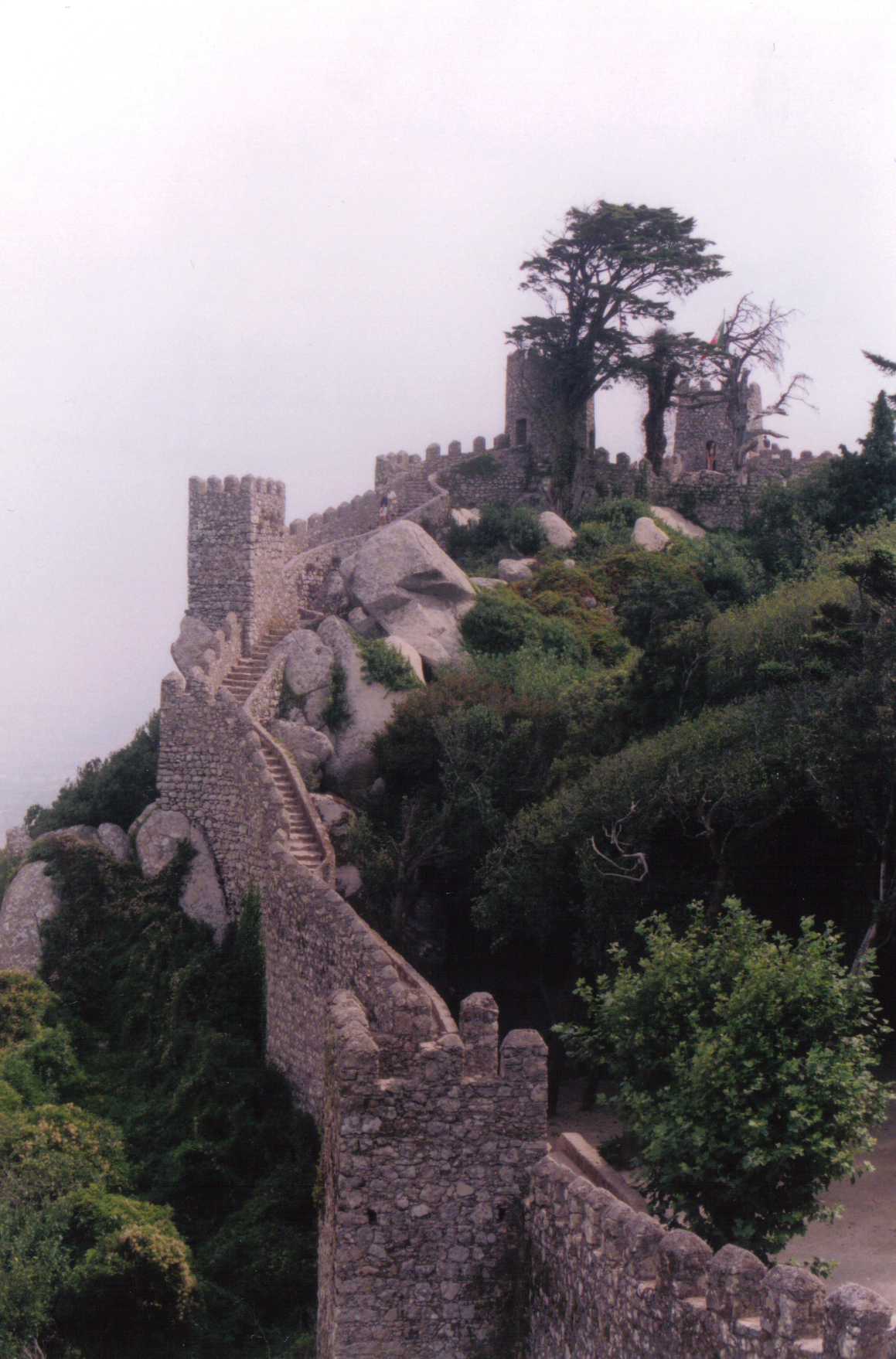
Série de panos de muralhas do Castelo dos Mouros em Sintra, Portugal.

Na arquitetura militar, pano de muralha é um troço da muralha de um castelo ou povoação fortificada medieval, situado entre duas torres, entre duas esquinas ou entre uma torre e uma esquina.
Nas fortificações abaluartadas, o equivalente aproximado ao pano de muralha medieval é designado "cortina".
Cada pano de muralha cercava e protegia os pátios interiores de um castelo. Os vários panos de muralha eram, normalmente, intercalados por uma série de torres, que os fortaleciam e que permitiam uma melhor defesa do terreno exterior às muralhas. Muitas vezes, anexados ao interior de cada pano de muralha, eram construídos edifícios usados como alojamento ou como depósitos.